# Erkentrude
Erkentrude of Erkentrudekercke is een voormalig kerkdorp in de Grote Waard en is tijdens de Sint-Elisabethsvloed (1421) vergaan.

## Geschiedenis
Erkentrudekercke wordt voor het eerst vermeld in 1240, de parochiekerk behoort dan toe aan het kapittel van de Sint-Jan in Utrecht en zou toebehoren aan de ambacht van Toloysen. De kerk zou mogelijk ouder zijn en gesticht zijn door een edele vrouw genaamd Erkentruide of Truida. Mogelijk heeft de kerk de Elisabethsvloed doorstaan en nog enige tijd dienst hebben gedaan als kruiskerk tot begin 16e eeuw. Het dorp zou gelegen hebben aan de rivier de Dubbeld, die na de vloed een modderpoel werd, maar ook wordt de Aloisepolder genoemd. In de vloed van 1421 verloor het dorp zijn bestaansrecht en in 1452 verscheen er in een oorkonde dat de hoop op wederopbouw nu zeker was uitgesloten.

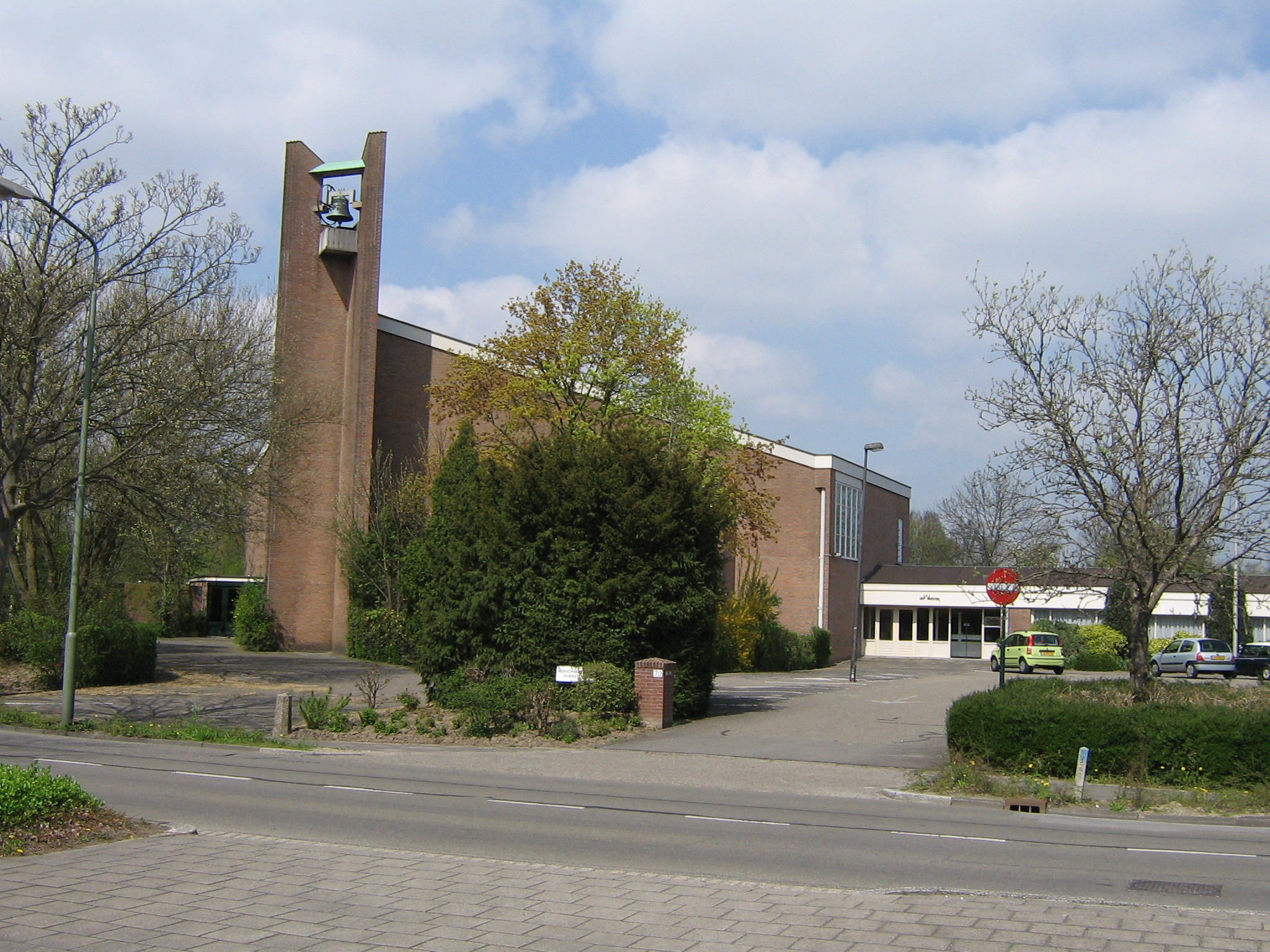
De kerk van Dubbeldam, waar enkele meters aan de zuidzijde het massagraf is gevonden

In 1989-1990 stuitte men op een massagraf ten zuiden van de wijk Dubbeldam in Dordrecht. Hier vond men 90 graven op het terrein dat bekendstaat als het Mok-veld (voormalig sportcomplex, tegenwoordig wordt de plek aangeduid als de kruising van de Dubbelsteynlaan-West en de Cederlaan). De onderzoekers menen dat het hier ging om de restanten van het dorp Erkentrude, echter zijn er nog geen fundering of woonrestanten gevonden.